# Лукашенко, Фёдор Владимирович
Фёдор Владимирович Лукашенко (бел. Фёдар Уладзіміравіч Лукашэнка; род. 18 марта 1974, Бобруйск) — белорусский футболист.

## Клубная карьера
Воспитанник минского футбола, в молодости попал в состав «Молодечно». В 1997 году перспективного игрока приобрело минское «Динамо-93», однако летом 1998 года клуб прекратил существование, и Фёдор оказался в составе мозырьской «Славии», где стал чемпионом страны. В сезоне 2001 мозырьский клуб начал иметь финансовые трудности, и Лукашенко по приглашению Сергея Подпалого перешёл в «Гомель», в составе которого выиграл своё второе чемпионство. В 2005-2006 годах играл за «Дариду» и брестское «Динамо», после чего оказался в клубе Первой лиги «Верас», где играл на протяжении четырёх лет. Завершил карьеру в 2011 году в составе столичного клуба «СКВИЧ».
В 1997 сыграл свой единственный матч за национальную сборную Беларуси, когда 5 августа 1997 года в товарищеской игре на минском стадионе «Динамо» хозяева уступили сборной Израиля со счетом 2:3.
Федор Лукашенко является рекордсменом по количеству участий в финалах Кубка Беларуси - он шесть раз выходил на поле в решающих матчах (в составе трех различных клубов), но только дважды выигрывал трофей.

## Достижения
- Чемпион Беларуси: 2000, 2003
- Серебряный призёр Чемпионата Беларуси: 1999
- Обладатель Кубка Беларуси: 1999/00, 2001/02
- Список 22 лучших игроков Чемпионата Беларуси: 2003